# Büchsenberg
Der Büchsenberg ist ein vom Landeskulturamt Freiburg am 8. Juli 1955 durch Verordnung ausgewiesenes Naturschutzgebiet auf dem Gebiet der Gemeinde Vogtsburg im Kaiserstuhl im Landkreis Breisgau-Hochschwarzwald.

## Lage
Der Büchsenberg liegt etwa 1,5 Kilometer südlich des Ortsteils Niederrotweil und einen Kilometer nordwestlich des Ortsteils Achkarren östlich der Kreisstraße 4926. Es befindet sich an der Grenze der Naturräume Markgräfler Rheinebene und Kaiserstuhl. Das Naturschutzgebiet ist Teil des Vogelschutzgebiets Kaiserstuhl.

## Landschaftscharakter
Das Schutzgebiet ist bis auf einen ehemaligen Tephritsteinbruch im nördlichen Teil vollständig bewaldet. Es handelt sich um einen Laubmischwald mit Vorkommen von Flaumeichen und Elsbeeren. Stellenweise sind auch fremdländische Baumarten wie die Robinie vertreten.

## Flora und Fauna
Im Gebiet kommen unter anderem der Diptam (Dictamnus albus) und die Westliche Smaragdeidechse (Lacerta bilineata) vor.